# San Antonio de la Aurora
San Antonio de la Aurora är en ort i Mexiko.   Den ligger i kommunen Yajalón och delstaten Chiapas, i den sydöstra delen av landet, 800 km öster om huvudstaden Mexico City. San Antonio de la Aurora ligger 1 470 meter över havet och antalet invånare är 134.
Terrängen runt San Antonio de la Aurora är varierad. San Antonio de la Aurora ligger uppe på en höjd. Runt San Antonio de la Aurora är det ganska tätbefolkat, med 56 invånare per kvadratkilometer. Närmaste större samhälle är Yajalón, 3,7 km sydväst om San Antonio de la Aurora. I omgivningarna runt San Antonio de la Aurora växer i huvudsak städsegrön lövskog.